# Aa lehmannii
Aa lehmannii là một loài lan thuộc chi Aa. Đây là loài bản địa của Ecuador.